# Cottle megye
Cottle megye az Amerikai Egyesült Államokban, azon belül Texas államban található. Megyeszékhelye és legnagyobb városa Paducah. Lakosainak száma 1380 fő (2020. április 1.). Cottle megye Childress, Hardeman, Foard, King, Motley, Hall és Dickens megyékkel határos.

## Népesség
A megye népességének változása:
| Lakosok száma | 1500 | 1505 | 1482 | 1452 | 1426 | 1380 |
|               | 2010 | 2011 | 2012 | 2013 | 2015 | 2020 |